# شاهر (اسم)
شاهر هو اسم علم مذكر من أصل عربي، ومعناه هو المعرف الذي استل سيفه، مؤنثه شاهرة.

## شخصيات تحمل الاسم
- شاهر أبو شحوت
- شاهر الشاكر (1994 – )
- شاهر المومني (عالم أردني رشح لنوبل، 1962 – )
- شاهر جمال آغا
- شاهر شاهين (لاعب كرة قدم سوري، 2 يناير 1990 – )
- شاهر عبد الحق (رجل أعمال يمني، 1938 – )

## وصلات خارجية
- موسوعة السلطان قابوس لأسماء العرب نسخة محفوظة 5 أبريل 2019 على موقع واي باك مشين.